# Aldobrandini Madonna
Aldobrandini Madonna, også kendt som Garvagh Madonna, er et oliemaleri fra 1510 af den italienske renæssancekunstner Rafael. Maleriet er udstillet på National Gallery i London.
Aldobrandini Madonna forestiller Jomfru Maria siddende med Jesusbarnet på skødet. Jesus har lige modtaget en blomst af den ligeledes ungdommelige Johannes Døberen. Johannes Døberen holder i sin højre hånd et kors af siv. I baggrunden nogle bygninger, der sandsynligvis forestiller Rom.
Billede var tidligere i Aldobrandini-fløjen i Borghesepalaset i Rom (heraf navnet). I forbindelse med Napoleons invasion af Italien i 1796 blev det afhændet til den engelske kunsthandler Alexander Day, som solgte det videre til Lord Garvagh (heraf det alternative navn) omkring 1818. Garvagh lod det udstille i offentlige museer fra 1819, og efter sin død solgte hans enke billedet til National Gallery i 1865 for den dengang meget høje pris af £9.000.